# 星际控制
《星际控制》（又译作）是1990年策略类动作游戏，由Toys for Bob开发，Accolade发行。游戏1990年登陆MS-DOS和Amiga，次年登陆Sega Genesis等平台。
评论称赞游戏的街机战斗风格，特别是策略深度和玩家对战模式。
续作《星际控制II》1992年问世。